# História do LED

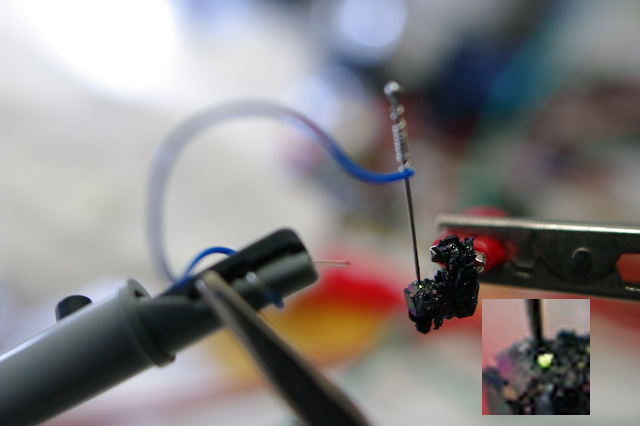
Emissão de Luz verde por um cristal de SiC, como no experimento de 1907.

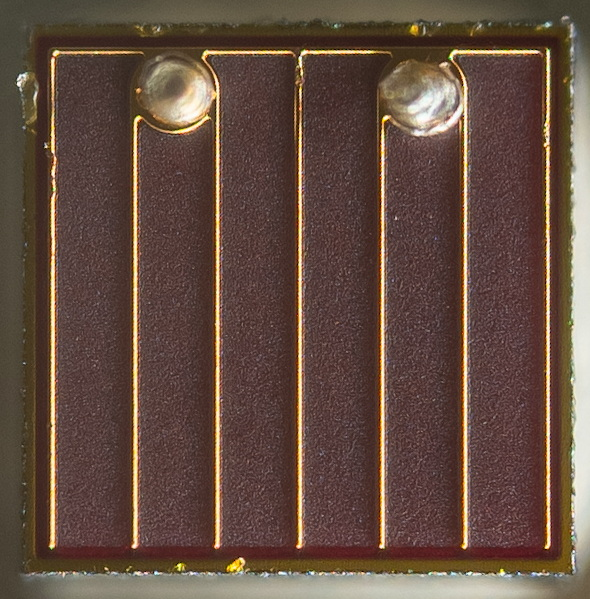
Zoom em um laser de 1W de potência.

O primeiro Diodo Emissor de Luz (LED) foi criado em 1927 pelo inventor russo Oleg Losev e usava carbeto de silício como semicondutor. O fenômeno da eletroluminescênciam, porém, já havia sido descoberto 20 anos antes por Henry Round, membro do Marconi Labs, usando o mesmo material em um esquema parecido com um rádio de galena. Apesar de ter publicado suas descobertas em revistas soviéticas, alemãs e britânicas, o LED de Losev não teve aplicações práticas por muitas décadas, devido à sua ineficiência energética para produzir luz.

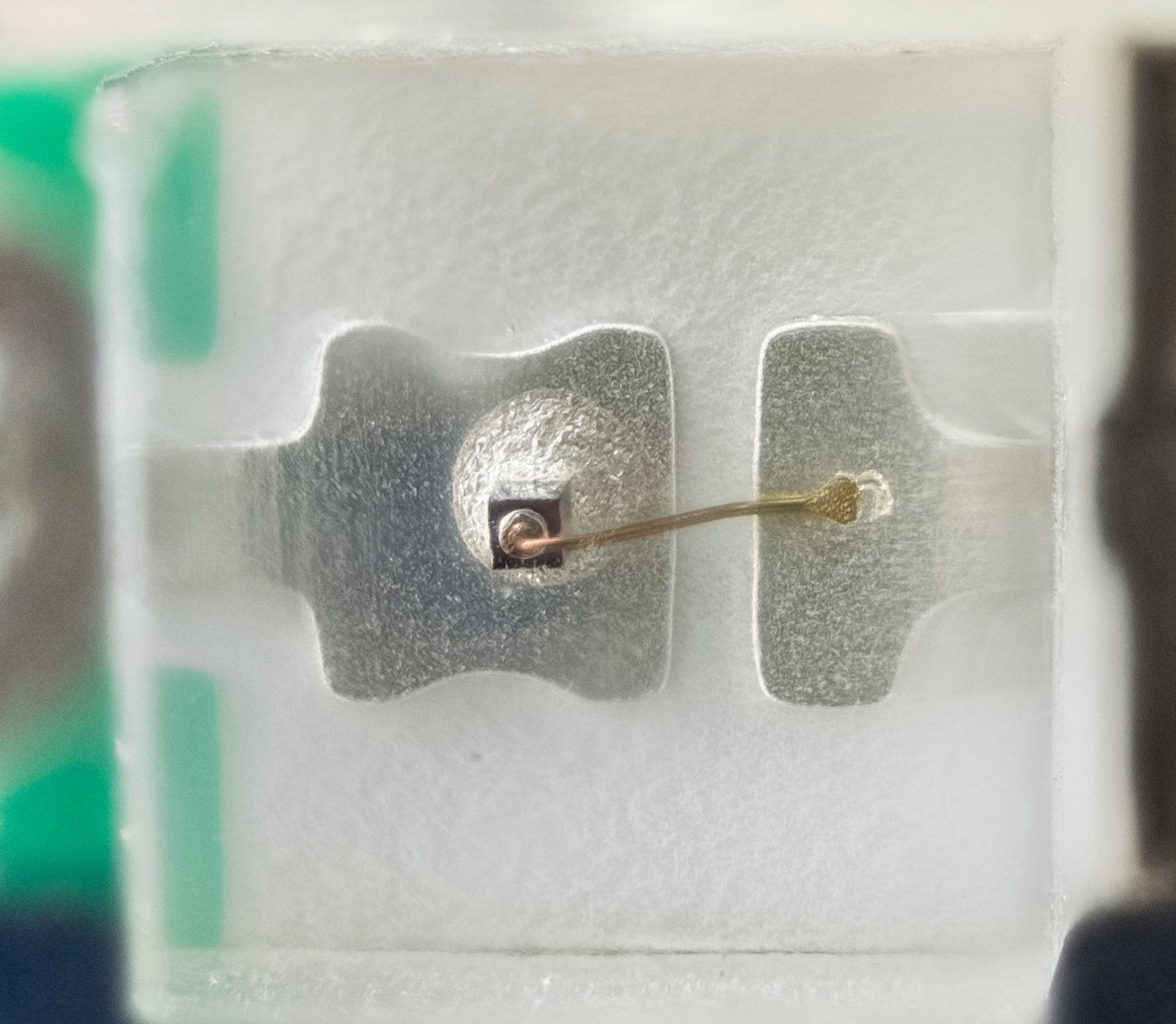
LED 0603 no formado SMD

Em 1936, George Destrial observou eletroluminescência ao aplicar uma corrente alternada em uma amostra de sulfeto de zinco em pó suspenso em um material isolante. Destriau referia-se a essa luminescência como "luz do tipo Losev". Destriau foi um pioneiro na área de luminescência com Rádio, e trabalho no laboratório de Marie Skłodowska-Curie.
Kurt Lehovec, Carl Accardo e Edward Jamgochian em 1951 forneceram explicações teóricas para LEDs baseados em carbeto de silício e carbeto de boro desenvolvidos por pesquisadores húngaros em 1939.
Rubin Braunstein, funcionário da RCA publicou resultados de emissão infravermelha por arsenieto de gálio (GaAs) e outros semicondutores em 1955. Braunstein observara emissões geradas por iodos simples de antimoneto de gálio (GaSb), GaAs, fosfeto de Índio (InP), e ligas silício-germânio (SiGe) à temperatura ambiente e a 77K. Em 1957, Braunstein demonstrou a possibilidade de transmissão à curtas distâncias. Segundo Kroemer, Braunstein "criou um simples link de comunicação óptica: música que saía de uma vitrola foi utilizada para modular eletronicamente um diodo GaAs. A luz emitida era detectada por um diodo de PbS à uma certa distância. O sinal era então enviado a um amplificador e reproduzido nas caixas-de-som. Interrompendo-se o feixe de luz, interrompia-se a música. Nos divertimos muito brincando com esse equipamento"

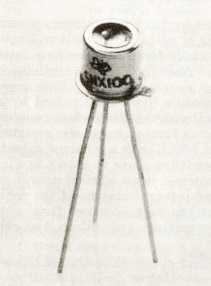
Um LED SNX-100 de GaAs da Texas Instruments LED

Em setembro de 1961, engenheiros da Texas Instruments descobriram emissão de luz por um diodo de tunelamento construído com arsenieto de gálio, e em 1962 submeteram a invenção ao escritório de Patentes dos EUA, e ela se tornou o primeiro LED de uso prático.
Em 1962, a Texas Instruments anunciou o primeiro LED comercial (SNX-100), que utilizava o GaAs para emitir luz de 890 nm.
Nos anos 60, diversos laboratórios desenvolveram LEDs capazes de emitir no espectro visível. O primeiro dispositivo foi feito por Nick Holonyak, em 1962, enquanto trabalhava para a General Electric em Syracuse, Nova Iorque, e utilizava uma liga de GaAsP. Essa liga foi posteriormente produzida em grande escala pelas empresas Monsanto e Hewlett-Packard e os LEDs foram utilizados para visores de calculadoras e relógios de pulso.

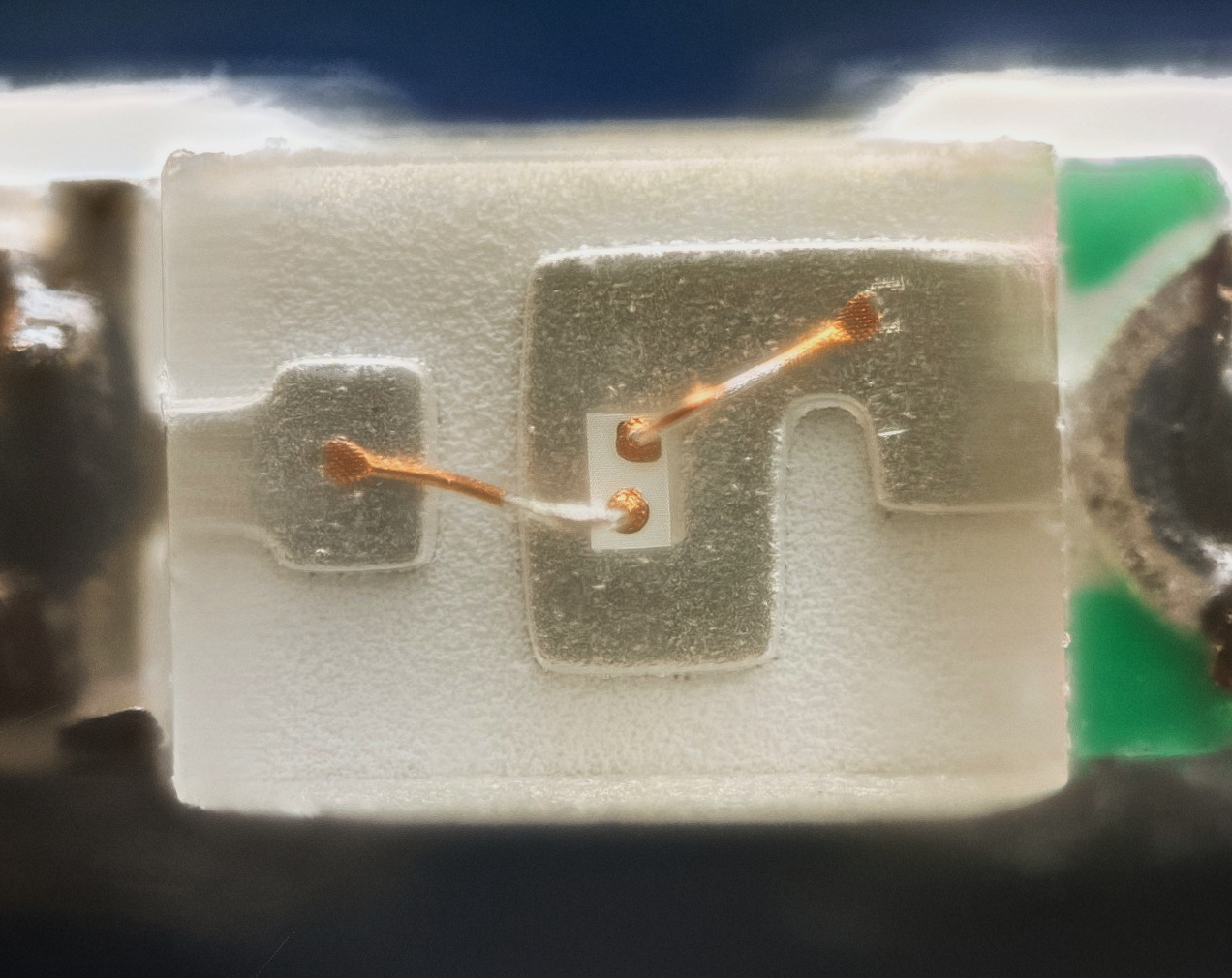
0603 SMD (LED no formato Dispositivo Montado em Superfície)

M. George Craford, orientado por Holonyak, inventou o primeiro LED amarelo e melhorou o brilho dos LEDs vermelhos e alaranjados por um fator de 10 em 1972.. Em 1976, T. P. Pearsall  projetou o primeiro LED de alta eficiência e alto brilho, para aplicações de telecomunicações, baseados em materiais semicondutores específicos para comprimentos de onda de fibras-ópticas.

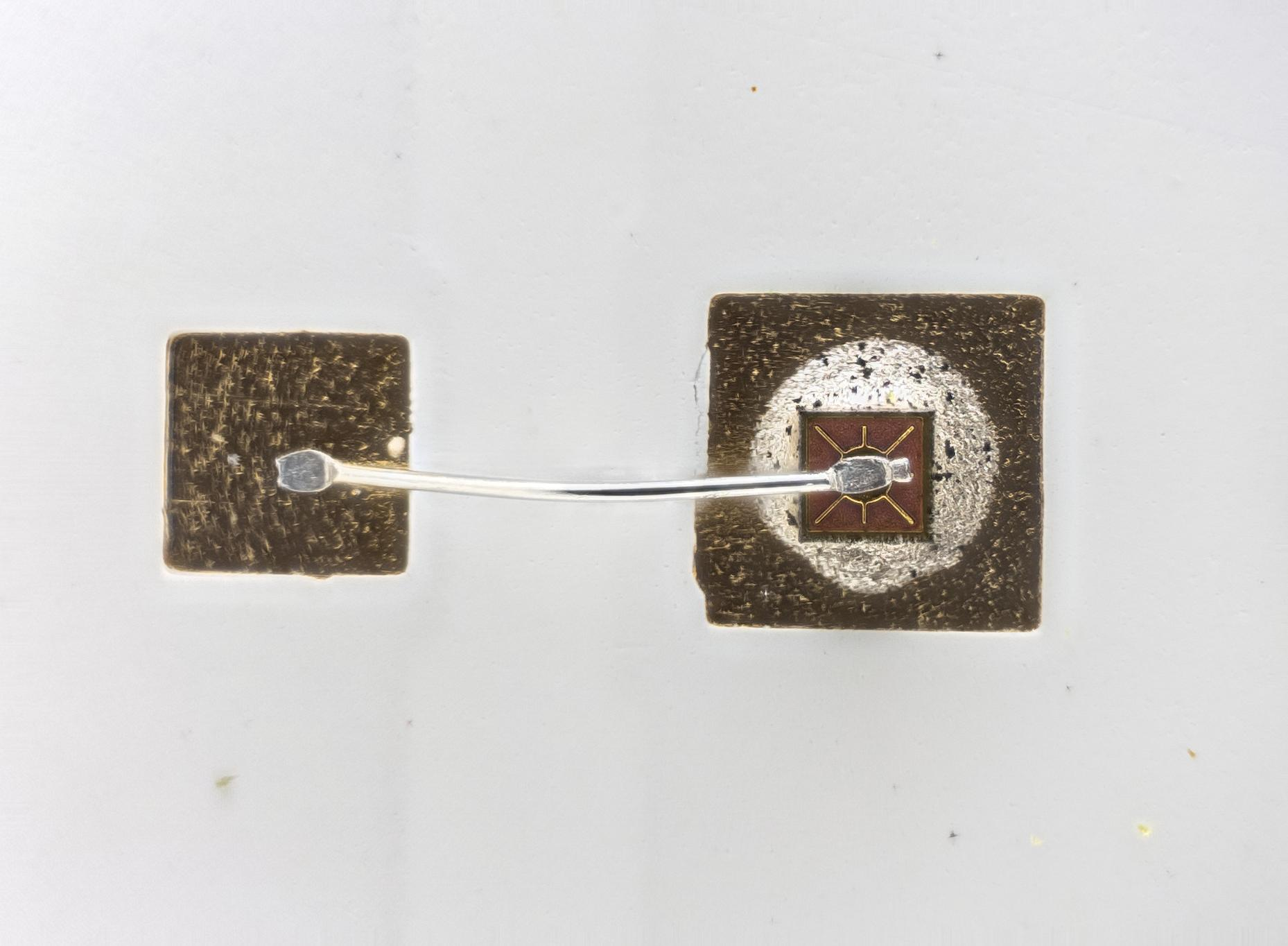
Zoom em um LED vermelho. O material semicondutor é apenas o pequeno quadrado, à direita, dentro do círculo prateado.

## Desenvolvimento Comercial

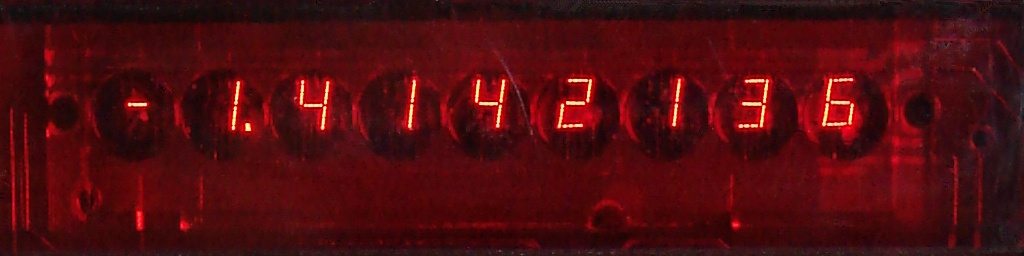
Visor LED de uma calculadora TI-30 (c. 1978), que usa lentes de plástico para melhorar a vsibilidade

Radiografia de um visor de uma calculadora.j

Até 1968, LEDs de luz visível e infravermelha eram extremamente caros, custando aproximadamente $200 dólares cada um, e tinham pouca utilidade prática. Os primeiros LEDs comerciais foram feitos com liga de fosfeto-arsenieto de gálio (GaAsP), e eram utilizados para substituir luz incandescente, letreiros de neônio e displays de sete segmentos.
A Hewlett-packard envolveu-se em pesquisa e desenvolvimento de LED de uso prático entre 1962 e 1968 Nesse período, a HP colaborou com a Monsanto para desenvolver os primeiros produtos LED, que eram visores digitais e luzes de indicação.
A Monsanto foi a primeira empresa a produzir LEDs em larga escala, utilizando GaAsP em 1968 para visores. Ela já havia feito a proposta de fornecer GaAsP para a HP, mas a empresa decidiu fabricar seus próprios cristais. Em fevereiro de 1969, a HP lançou o visor modelo 5082-7000, pioneiro em utilizar tecnologia de circuito integrado. Foi o primeiro display LED inteligente e foi uma revolução na tecnologia de display digital, substituindo o tubo de Nixie e se tornando a base para os displays LED posteriores.
Na década de 1970, a Fairchild Optoelectronics já produzia dispositivos LEDs a menos de 5 centavos de dólar cada. Esses dispositivos eram fabricados pelo processo planar (desenvolvido por Jean Hoerni,). A combinação do processamento planar para fabricação de chips e métodos de encapsulamento inovadores permitiu que a equipe da Fairchild alcançasse as reduções de custos necessárias. Os fabricantes de LED continuaram a usar esses métodos por volta de 2009.
Os primeiros LEDs eram brilhantes o suficiente para serem usados como visores, mas não o bastante para iluminar espaços escuros. Visores de calculadoras eram tão pequenos que lentes de plástico precisavam ser colocadas sobre os dígitos para se tornarem legíveis. LEDs de outras cores surgiram e foram amplamente utilizados em diversas aplicações.
O encapsulamento dos primeiros LEDs era de metal, semelhante ao dos transistores da época, mas com uma abertura com lentes de vidro ou plástico para a luz passar. LEDs modernos são encapsulados em plástico de formato tubular ou retangular, que podem ser coloridos. Embalagens de LEDs infravermelhos podem ser tingidos para impedir a passagem de luz visível. LEDs podem ser soldados diretamente nas placas, e alguns podem ser acoplados diretamente em fibras ópticas.

## LED azul
O primeiro LED azul utilizou nitreto de gálio dopado com magnésio, e vou desenvolvido na Universidade Stanford em 1972 por Herb Maruska e Wally Rhines, doutorandos em ciência e engenharia dos materiais.
Na época, Maruska estava de licença dos laboratórios da RCA, onde havia colaborado com Jacques Pankove. Em 1971, um ano após Maruska entrar em Stanford, seus colegas de RCA demonstraram a eletroluminescência azul do nitreto de gálio dopado com zinco, mas o diodo construído com o material emitia apenas luz verde.
E 1974, o escritórios de patentes dos Estados Unidos registrou a patente em nome de Maruska e do professor David Stevenson (US3819974 A). Hoje, o material continua sendo a base dos LEDs azuis e diodos laser. No início dos anos 1970, os diodos brilhavam muito pouco, e por isso a pesquisa não avançou.
Em agosto de 1989, a empresa americana Cree lançou o primeiro LED azul, baseado em SiC. Os LEDs de SiC possuíam eficiência baixíssima, menor do que 0.03%, mas emitiam na faixa azul do espectro visível.
No final dos anos 1980, descobertas na epitaxia e dopagem do tipo p em dispositivos de Nitreto de Gálio (GaN) avançaram rapidamente. Theodore Moustakas, da Universidade de Boston patenteou um método de fabricação de LEDs azuis de alto brilho em 1991. Em 2015, um juizado estado-unidense julgou que três empresas de semicondutores de Taiwan infringiram essa patente, obrigando-as a pagar taxas de licença de pelo menos 13mihões de dólares.
Em 1993, LEDs azuis de alto brilho foram feitos por engenheiros da Nichia Corporation utilizando o método de crescimento de GaN, que tinham eficiência de 10%.
Ao mesmo tempo, Isamu Akasaki e Hiroshi Amano da Universidade de Nagoya pesquisavam a deposição de GaN em substratos de safira, para demonstrar a dopagem do tipo p nesse material. Esses avanços revolucionaram o mercado de LEDs, permitindo a produção de fontes de luz azul de alta potência, que levaram ao desenvolvumento de tecnologias diversas, como o Blu-ray.
Nakamura, Hiroshi Amano, e Isamu Akasaki ganharam o Prêmio Nobel de Física em 2014 "pela invenção de diodos emissores de luz azul, que permitiram fontes brilhantes e eficientes de luz branca."